# Geografía de Colorado

La geografía de Colorado es muy diversa y comprende tanto territorios montañosos muy accidentados como vastas llanuras. El Estado de Colorado se define como un rectángulo geoesférico que se extiende desde los 37° hasta los 41° de latitud Norte, y, desde los 102°03' a los 109°03' de longitud Oeste (25°O a 32°O del meridiano de Washington). Colorado es uno de los tres únicos estados de EE. UU. (con Wyoming y Utah) que tiene como fronteras únicamente líneas de latitud y de longitud. 
La cumbre del monte Elbert, con 4401 m de altitud en el condado de Lake es el punto más alto del estado y el punto más alto de todas las Montañas Rocosas. Colorado tiene, aproximadamente, 550 cumbres que superan los 4000 m. Colorado es también el único estado que se encuentra en su totalidad por encima de los 1000 m de altitud. El punto de menor altitud tiene 1010 m, en el punto de la frontera oriental del condado de Yuma donde el río Arikaree desagua hacia el estado de Kansas. 

## Regiones
Al este de las Montañas Rocosas, en Colorado, están las Llanuras Orientales de Colorado (Colorado Eastern Plains), la sección de las Grandes Llanuras en el estado, con altitudes que varían entre 1000−2000 m. Nebraska y Kansas tienen frontera con Colorado hacia el este. 
Las llanuras se colonizaron con asentamientos de muy baja densidad a lo largo del río Platte Sur y del río Arkansas. Las precipitaciones son escasas, con un promedio de unos 380 mm por año. Hay algunas zonas de regadío, pero la mayor parte de las tierras se utilizan para la agricultura de secano o como ranchos. El trigo de invierno es un cultivo típico y la mayoría de los pequeños pueblos de

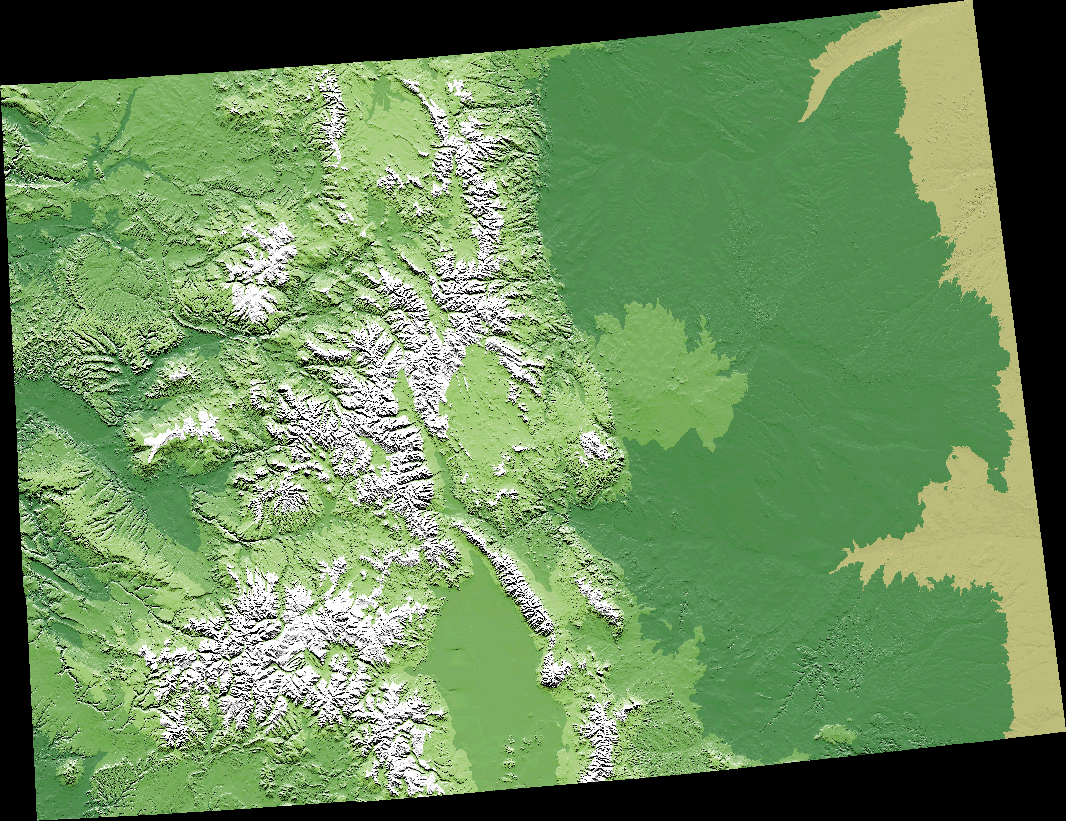
Un modelo digital del relieve de Colorado.

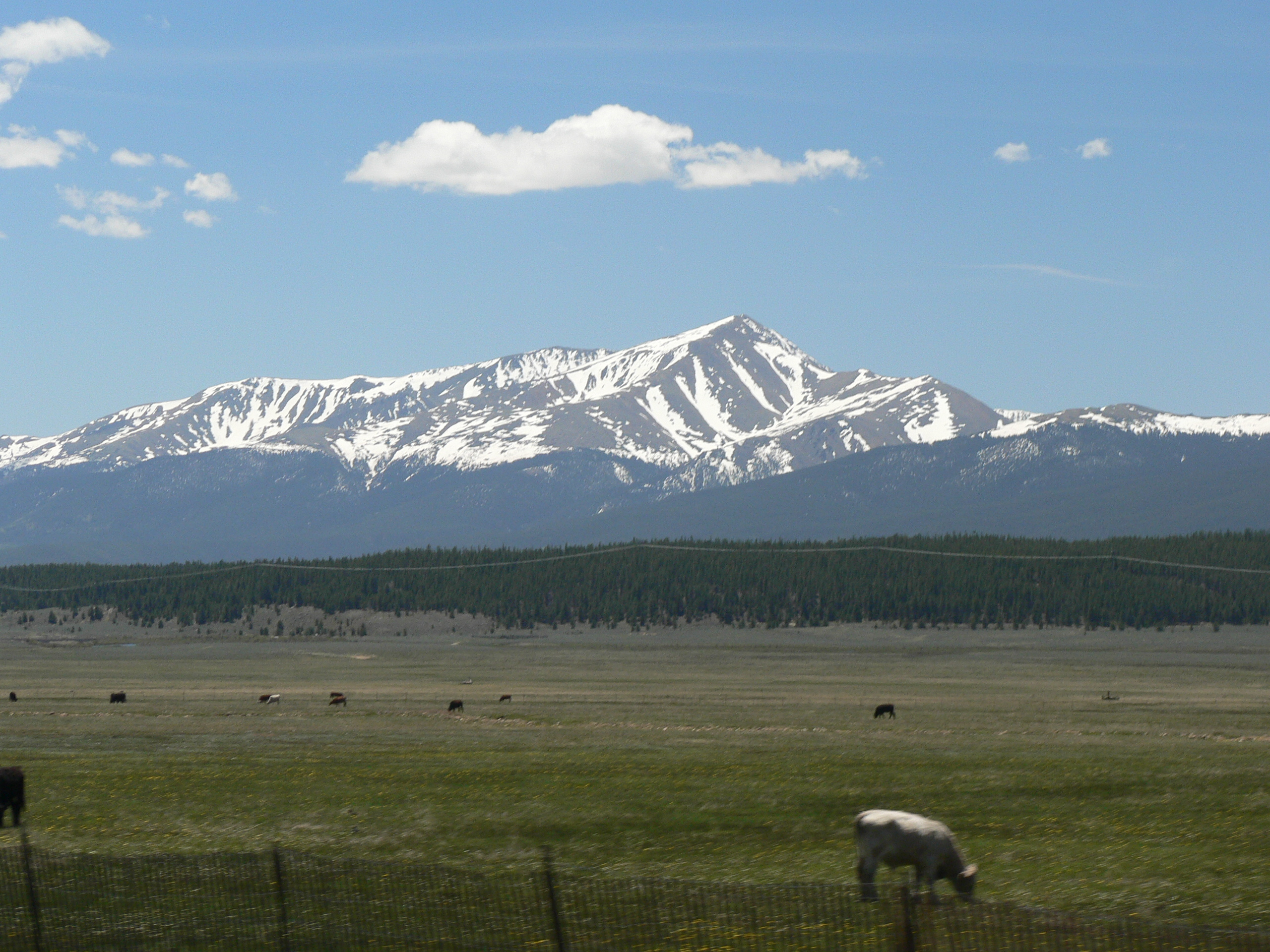
Monte Elbert (4.401 m), el punto más elevado de Colorado.

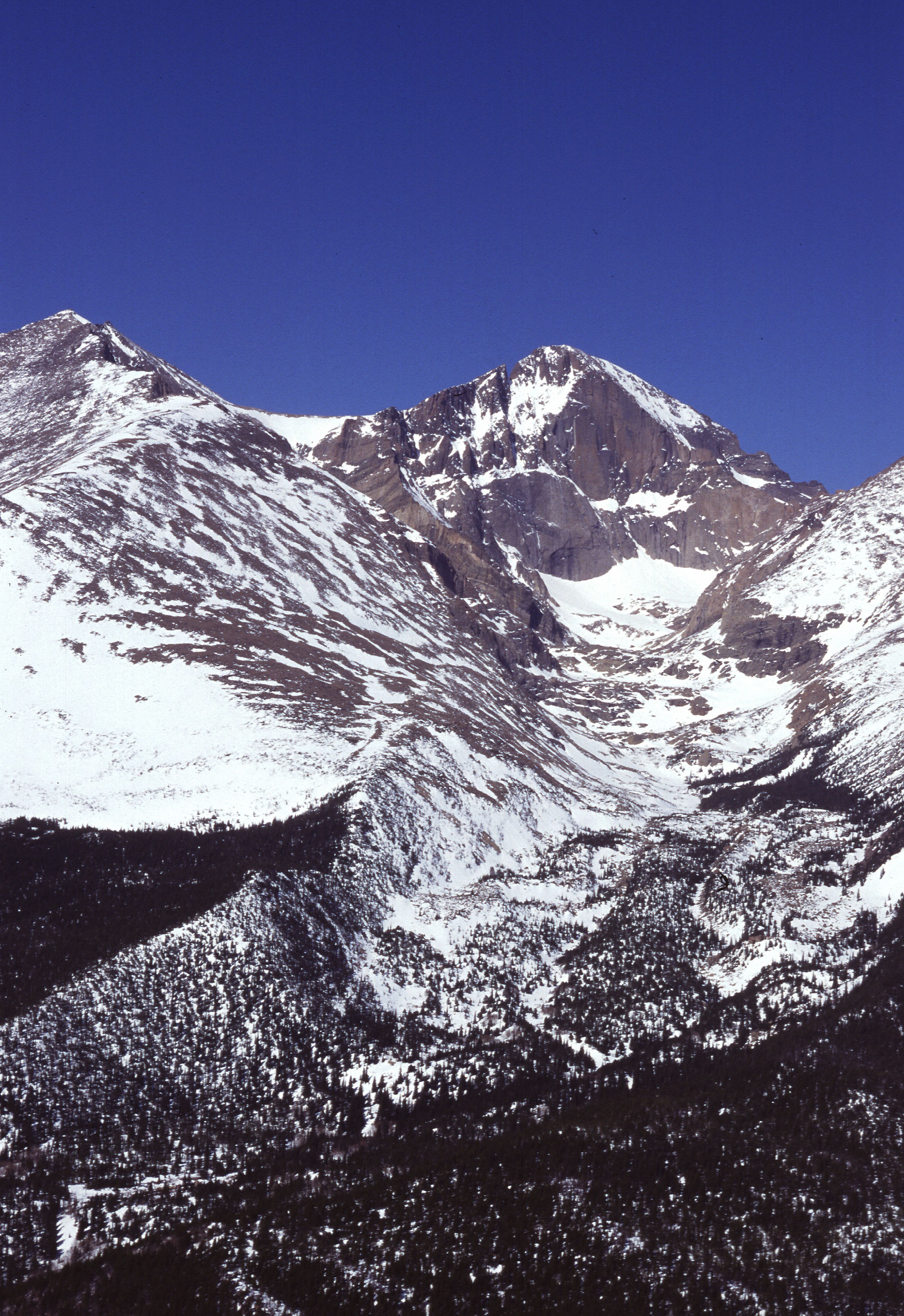
Pico Longs (4.345 m), en el parque nacional de las Montañas Rocosas.

La mayor parte de la población de Colorado vive a lo largo del borde este de las montañas Rocosas, en el corredor urbano de Front Range (Front Range Urban Corridor). Esta región está parcialmente protegida de las tormentas reinantes por las altas montañas del oeste. 
Al oeste se encuentra la vertiente oriental de las Montañas Rocosas, con cumbres notables como el pico Longs (4346 m), el monte Evans (4350 m), el pico Pikes (4302 m) y el pico Español (4155 m), cerca de Walsenburg, en el sur. Esta área drena hacia el este, es boscosa, y está parcialmente urbanizada. Con la urbanización, la utilización de los bosques para el madereo y el pastoreo fue en retroceso, con una cumulación de leñas muertas. Durante la sequía de 2002 esa zona fue arrasada por devastadores incendios forestales. 
La divisoria continental de las Américas se extiende siguiendo la cresta de las Montañas Rocosas. Al oeste de la divisoria está la vertiente occidental, que desagua en dirección oeste hacia el océano Pacífico, a través del río Colorado. 
En el interior de las Montañas Rocosas hay varios grandes parques o grandes cuencas superiores. En el norte, en el lado este de la divisoria vontinental está el Parque Norte (North Park). La región de Parque Norte es drenada por el río Platte Norte, que fluye hacia el norte adentrándose en Wyoming. Justo al sur, pero en el lado oeste de la divisoria continental, está el Middle Park, drenado por el río Colorado. South Park es la cabecera del río Platte Sur. Al sur se encuentra el valle de San Luis, las cabeceras del río Grande, que desagua en Nuevo México. A través de la sierra de la Sangre de Cristo, al este del valle de San Luis, se encuentra el valle Montañas Mojadas (Wet Mountain Valley). Estas cuencas, en particular el valle de San Luis, se encuentran a lo largo de la depresión del río Grande, una importante característica tectónica. 
Las Montañas Rocosas en Colorado tienen 54 picos de más de 14.000 pies (4270 m), conocidos como los catorcemiles («fourteeners»). Las montañas tienen bosques de coníferas y álamos, hasta una altura de aproximadamente 4000 m en el sur de Colorado y de unos 3200 m en el norte de Colorado. Por encima de está línea arbolada, solo de da vegetación alpina. Las Montañas Rocosas están cubiertas de nieve sólo en invierno, y la nieve se derrite a más tardar a mediados de agosto, salvo algunos pequeños glaciares. El Cinturón Mineral de Colorado (Colorado Mineral Belt), que se extiende desde las montañas de San Juan, en el suroeste, hasta Boulder y Central City, contiene la mayor parte de los distritos mineros de histórica minería del oro y la plata de Colorado. 
La vertiente occidental, en general, es drenada por el río Colorado y sus afluentes. Destacan en el sur las sierra de San Juan, una cadena montañosa muy accidentada, y al oeste de San Juan, la meseta del Colorado, un gran desierto que bordea el sur de Utah. Grand Junction es la ciudad más grande de la vertiente occidental y está conectada por la autopista Interestatal I-70. Al sureste de Grand Junction está Gran Mesa, un gran plano cubierto de montañas. Más al este, están las estaciones de esquí de Aspen, Vail, Crested Butte, y Steamboat Springs. La esquina noroeste de Colorado, que limita con el norte de Utah y el occidente de Wyoming, tiene muy baja densidad de población y se destina principalmente a pastizales. 
De oeste a este, el estado consiste en cuencas desérticas, que se convirtien en mesetas y, a continuación, las montañas alpinas y, luego, las praderas de las Grandes Llanuras (Great Plains). El monte Elbert es el pico más alto de las montañas Rocosas en los Estados Unidos continentales. El famoso pico Pikes está justo al oeste de Colorado Springs. Su pico en solitario se ve desde cerca de la frontera de Kansas en los días claros.

### Hidrografía
En Colorado están las cabeceras de tres de los ríos más largos del Estados Unidos: el río Grande, el río Arkansas y el río Colorado. Hidrográficamente, el estado se considera dividido en dos partes por la divisoria continental de las Américas, que core en sentido E-O. Al este de la divisoria continental, las aguas superficiales discurren hasta el golfo de México, ya sea directamente vía río Grande, o, indirectamente, vía río Misisipi (a través de algunos de sus principales afluentes que discurren por Colorado, como el río Platte Norte, el río Platte Sur, el río Republican, el río Arkansas, el río Cimarrón o el río Canadiano).
Al oeste de la divisoria continental, las aguas superficiales discurren hasta el golfo de California, directamente vía río Colorado o a través de sus afluentes, el río San Juan y el río Verde, el Colorado Alto (antes Gran Río).
Colorado también cuenta con tres importantes cuencas endorreicas: la cuenca cerrada San Luis, en el valle de San Luis; la cuenca del arroyo Bear; y la cuenca White Woman, que comprende la zona de la frontera sur Colorado-Kansas y el norte del río Arkansas.

## Cordilleras de Colorado
| Cordillera                    | Cordillera                          | Cordillera                        | Cumbre más elevada               | Cumbre más elevada | Cumbre más elevada | Cumbre más elevada |
| Primario                      | Secundario                          | Terciario                         | Nombre de la cumbre              | Altitud (m)        |                    |                    |
| Cordillera Sawatch            | Cordillera Sawatch Central          | Macizo Elbert                     | Monte Elbert                     | 4401               |                    |                    |
| Cordillera Sawatch            | Cordillera Sawatch Central          | Macizo Massive                    | Macizo Monte                     | 4398               |                    |                    |
| Cordillera Sawatch            | Cordillera Sawatch Central          | Picos Collegiate                  | Monte Harvard                    | 4396               |                    |                    |
| Cordillera Sawatch            | Cordillera Sawatch Sur              |                                   | Monte Antero                     | 4351               |                    |                    |
| Cordillera Sawatch            | Cordillera Sawatch Sur              | Cordillera Sawatch Sur Lejano     | Monte Ouray                      | 4255               |                    |                    |
| Cordillera Sawatch            | Cordillera Sawatch Norte            | Cordillera Sawatch Norte          | Monte of the Holy Cross          | 4270               |                    |                    |
| Sierra de la Sangre de Cristo | Sierra Blanca                       | Sierra Blanca                     | Pico Blanca                      | 4374               |                    |                    |
| Sierra de la Sangre de Cristo | Sierra de la Sangre de Cristo Norte | Crestones                         | Pico Crestone                    | 4359               |                    |                    |
| Sierra de la Sangre de Cristo | Sierra de la Sangre de Cristo Norte |                                   | Pico Rito Alto                   | 4206               |                    |                    |
| Sierra de la Sangre de Cristo | Cordillera Culebra                  |                                   | Pico Culebra                     | 4283               |                    |                    |
| Sierra de la Sangre de Cristo | Cordillera Culebra                  | Picos Españoles                   | Pico West Spanish                | 4155               |                    |                    |
| Sierra de la Sangre de Cristo | Sierra Mojada                       | Sierra Mojada                     | Montañas Greenhorn               | 3765               |                    |                    |
| Sierra de San Juan            | Montañas San Juan Centrales Norte   | Montañas San Juan Centrales Norte | Pico Uncompahgre                 | 4365               |                    |                    |
| Sierra de San Juan            | Montañas San Miguel                 | Montañas San Miguel               | Monte Wilson                     | 4344               |                    |                    |
| Sierra de San Juan            | Cordillera Sneffels                 | Cordillera Sneffels               | Monte Sneffels                   | 4315               |                    |                    |
| Sierra de San Juan            | Montañas Needle                     |                                   | Monte Eolus                      | 4294               |                    |                    |
| Sierra de San Juan            | Montañas Needle                     | Cordillera Grenadier              | Pico Vestal                      | 4228               |                    |                    |
| Sierra de San Juan            | Montañas Needle                     | Montañas West Needle              | Pico Twilight                    | 4012               |                    |                    |
| Sierra de San Juan            | Sierra de La Garita                 |                                   | Pico San Luis                    | 4274               |                    |                    |
| Sierra de San Juan            | Sierra de La Garita                 | Cochetopa Hills                   | Long Branch Baldy                | 3652               |                    |                    |
| Sierra de San Juan            | Montañas San Juan Centro Este       | Montañas San Juan Centro Este     | Pico Half                        | 4221               |                    |                    |
| Sierra de San Juan            | Montañas San Juan Sur               | Montañas San Juan Sur             | Pico Summit                      | 4056               |                    |                    |
| Sierra de San Juan            | Sierra de La Plata                  | Sierra de La Plata                | Pico Lavender                    | 4037               |                    |                    |
| Cordillera Mosquito           |                                     |                                   | Monte Lincoln                    | 4357               |                    |                    |
| Cordillera Mosquito           | Cordillera Tenmile                  | Cordillera Tenmile                | Pico Quandary                    | 4350               |                    |                    |
| Cordillera Front              | Cordillera Front Central            | Cordillera Front Central          | Pico Grays                       | 4352               |                    |                    |
| Cordillera Front              | Cordillera Front Norte              | Macizo Longs Peak                 | Pico Longs                       | 4346               |                    |                    |
| Cordillera Front              | Cordillera Front Norte              | Cordillera Mummy                  | Pico Hagues                      | 4137               |                    |                    |
| Cordillera Front              | Cordillera Front Norte              | Picos Indian                      | Pico North Arapaho               | 4117               |                    |                    |
| Cordillera Front              | Cordillera Front Norte              | Montañas Never Summer             | Monte Richthofen                 | 3946               |                    |                    |
| Cordillera Front              | Cordillera Front Sur                | Macizo Pikes Peak                 | Pico Pikes                       | 4302               |                    |                    |
| Cordillera Front              | Cordillera Front Sur                | South Park Hills                  | Montañas Waugh                   | 3571               |                    |                    |
| Cordillera Front              | Cordillera Front Sur                | Cordillera Rampart                | Devils Head                      | 2972               |                    |                    |
| Cordillera Front              | Cordillera Front Sur                | Montañas South Williams Fork      | Pico Ptarmigan                   | 3811               |                    |                    |
| Cordillera Front              | Cordillera Front Sur                | Montañas Tarryall                 | Pico Bison                       | 3789               |                    |                    |
| Cordillera Front              | Cordillera Front Sur                | Montañas Kenosha                  | Pico Windy                       | 3649               |                    |                    |
| Montañas Elk                  |                                     |                                   | Pico Castle                      | 4352               |                    |                    |
| Montañas Elk                  | Cordillera Ruby                     | Cordillera Ruby                   | Monte Owen                       | 3984               |                    |                    |
| Montañas Elk                  | Montañas West Elk                   | Montañas West Elk                 | Pico West Elk                    | 3975               |                    |                    |
| Cordillera Gore               | Cordillera Gore                     | Cordillera Gore                   | Monte Powell                     | 4135               |                    |                    |
| Montañas Medicine Bow         | Montañas Medicine Bow               | Montañas Medicine Bow             | Pico Clark                       | 3949               |                    |                    |
| Flat Tops                     | Flat Tops                           | Flat Tops                         | Montaña Flat Top                 | 3768               |                    |                    |
| Cordillera Rabbit Ears        | Cordillera Rabbit Ears              | Cordillera Rabbit Ears            | Montaña Parkview                 | 3749               |                    |                    |
| Cordillera Park               | Cordillera Park Central             | Cordillera Park Central           | Monte Zirkel                     | 3714               |                    |                    |
| Cordillera Park               | Montañas Elkhead                    | Montañas Elkhead                  | Montaña Sand Norte               | 3317               |                    |                    |
| White River Plateau           | White River Plateau                 | White River Plateau               | Montaña Blair                    | 3488               |                    |                    |
| Grand Mesa                    | Grand Mesa                          | Grand Mesa                        | Pico Crater                      | 3454               |                    |                    |
| Montañas Laramie              | Montañas Laramie                    | Montañas Laramie                  | P.º cul. de las montañas Laramie | 3360               |                    |                    |
| Uncompaghre Plateau           | Uncompaghre Plateau                 | Uncompaghre Plateau               | Pico Horsefly                    | 3156               |                    |                    |
| Montañas Ute                  | Montañas Ute                        | Montañas Ute                      | Pico Ute                         | 3043               |                    |                    |
| Northwestern Colorado         | Northwestern Colorado               | Northwestern Colorado             | Pico Diamond                     | 2940               |                    |                    |
| Raton Mesa                    | Raton Mesa                          | Raton Mesa                        | Pico Fishers                     | 2936               |                    |                    |
| Montañas Uinta                | Cordillera Uinta Este               | Cordillera Uinta Sur              | Zenobia Peak                     | 2750               |                    |                    |